# Formatie van Évieux
De Formatie van Évieux is een geologische formatie uit het Devoon die in de Belgische Ardennen aan het oppervlak ligt. De formatie bestaat uit zandsteen en psammiet.

## Verspreiding en stratigrafie
De Formatie van Évieux  dagzoomt in de Synclinoria van Namen, Dinant en Verviers. Ze is op haar dikst in het Synclinorium van Dinant. 
De formatie behoort tot het bovenste Famenniaan, de bovenste etage van het Devoon. Lokaal wordt dit bovenste Famenniaan in West-Europa het "Struniaan" genoemd. De Formatie van Évieux is de bovenste formatie in de Groep van de Condroz en vormt de overgang tussen de zandsteen van de onderliggende Formatie van Montfort en de kalksteen van het bovenliggende Dinantiaan (Formaties van Hastière en Pont d'Arcole). Vaak ligt er eveneens tot het Famenniaan behorende kalksteen tussen de Formatie van Évieux en het Carboon: in de omgeving van Verviers is dat de Formatie van Dolhain; in het Synclinorium van Dinant de Formatie van Comblain-au-Pont.
In het Synclinorium van Dinant gaat de Formatie van Évieux in het westen over in de Formaties van Ciney en Beverire.
De Formatie van Évieux ligt vrijwel overal bovenop de oudere Formatie van Montfort (zandsteen). In het westen van het Synclinorium van Dinant komt onder de Formatie van Évieux in plaats van de Formatie van Montfort de Formatie van Comblain-la-Tour voor. In het Synclinorium van Namen ontbreekt de Formatie van Montfort ook en ligt de Formatie van Évieux direct bovenop mariene zandsteen, siltsteen en schalie van de Formatie van Esneux (Midden-Famenniaan).
In de regio Aken in Duitsland komt de Formatie van Évieux ook voor. Tevens is ze gevonden in boorkernen in het Kempens Bekken. Ze ligt daar onder de kalksteen van de Formatie van Bosscheveld die de Devoon-Carboongrens overspant, en boven de Formatie van Lambermont uit het Frasniaan.

## Beschrijving
De Formatie van Évieux bestaat uit een afwisseling van schalie en kleiige, soms micarijke zandsteen. De formatie bevat veel fossiele resten van planten, wat laat zien dat ze op of zeer nabij het land gevormd werd. De dikte kan oplopen tot 200 meter.
De basis van de formatie valt niet goed te definiëren omdat het onderste deel niet van de Formatie van Montfort verschilt: dit bestaat uit rode zandsteen in grove, dikke bedden. Geleidelijk gaat dit naar boven toe over in lagen met meer kalk, klei, en/of silt. De kleiige lagen hebben een groenige of donkerbruine kleur. De fractie kalk neemt toe tot in de top van de formatie, waar lagen siltige kalksteen voorkomen. Plaatselijk kunnen deze gedolomitiseerd zijn. Er kunnen bedden met ostracoden of oncolieten voorkomen.